# Zoogloea resiniphila
Zoogloea resiniphila es una bacteria del género Zoogloea.